# 木野本直
木野本 直（きのもと なお、1979年1月20日 - ）は、日本の俳優。東京都出身。
基礎水泳指導員として水泳指導も。
玉川大学卒業。

## 経歴・人物
- 身長は177cm。2004年に芸能界にデビュー。
- テレビ東京で放送された深夜ドラマ、「Deep Love 〜アユの物語〜」というテレビ番組が初出演。
- 舞台出演・スチールなどにも参加している。
- 父親は俳優の木之元亮
- .母親は東邦音楽大学出身の美人 一般人
- 2010年おしえるまなべる人気先生ランキング1位
- 2012年おしえるまなべる人気先生ランキング1位
- 既婚

## 主な出演作品

### テレビ
- Deep Love（2004年10月、テレビ東京）
- 愛の迷宮（2007年、フジテレビ）
- ちきゅう遊び（2008年、日本BS放送）
- たびたび秋山さん（2010年1月12日）
- 大魔神カノン（2010年、テレビ東京） - ユモンジ役

### 映画
- 斬〜KILL〜妖刀射程（2008年）
- ケータイ小説家の愛（2008年）

### 舞台
- GO2BALLGO〜快速ミクロ男爵（2004年）
- グランジ侍（2004年）
- クロスレンジダイアログ（2006年）
- cheep IMPACT（2006年）
- 東京自爆装置（2006年）
- アルジャーノンに花束を（2006年2月 - 3月）

### CM
- テイツー
- ヤーマン
- サッポロビール
- タカラトミー「チョロQ」
- NHK「日本の、これから」
- フマキラー「アルコール消毒きれいな手」

### ナレーション
- たびたび秋山さん（パワーテレビジョン配給、地方民放局で放送）